# Golf ai XVIII Giochi del Mediterraneo
I tornei di golf ai XVIII Giochi del Mediterraneo si sono svolti dal 25 al 28 giugno 2018 presso il Club de Golf Costa Dorada a Tarragona. Sono state disputate due competizioni, una individuale e una a squadre, maschili e femminili.

## Calendario
Il calendario delle gare è stato il seguente:
| ● | Competizioni | ● | Finali |

| Giugno/Luglio |    |    |    |    |    |    |    |    |    |
| 22            | 23 | 24 | 25 | 26 | 27 | 28 | 29 | 30 | 1º |
|               |    |    | ●  | ●  | ●  | 4  |    |    |    |

## Podi

### Uomini
| Evento      | Oro                                              | Argento                                              | Bronzo                                                 |
| Individuale | Mario Galiano                                    | Aron Zemmer                                          | Žan Luka Štirn                                         |
| A squadre   | Spagna Iván Cantero Mario Galiano Álvaro Velasco | Italia Jacopo Vecchi Fossa Aron Zemmer Philip Geerts | Francia Nicolas Platret Marin D'Harcourt Paul Foulquié |

### Donne
| Evento      | Oro                                               | Argento                                         | Bronzo                                      |
| Individuale | Marta Sanz                                        | Angelica Moresco                                | Ana Belac                                   |
| A squadre   | Spagna Natalia Escuriola Marta Sanz Patricia Sanz | Italia Roberta Liti Angelica Moresco Diana Luna | Slovenia Pia Babnik Ana Belac Vida Obersnel |

## Medagliere
| Posizione | Paese    | Oro | Argento | Bronzo | Totale |
| --------- | -------- | --- | ------- | ------ | ------ |
| 1         | Spagna   | 4   | 0       | 0      | 4      |
| 2         | Italia   | 0   | 4       | 0      | 4      |
| 3         | Slovenia | 0   | 0       | 3      | 3      |
| 4         | Francia  | 0   | 0       | 1      | 1      |
| Totale    | Totale   | 4   | 4       | 4      | 12     |